# Anapal
Anapal ist eine osttimoresische Aldeia im Suco Molop (Verwaltungsamt Bobonaro, Gemeinde Bobonaro). 2015 lebten in der Aldeia 294 Menschen.

## Geographie

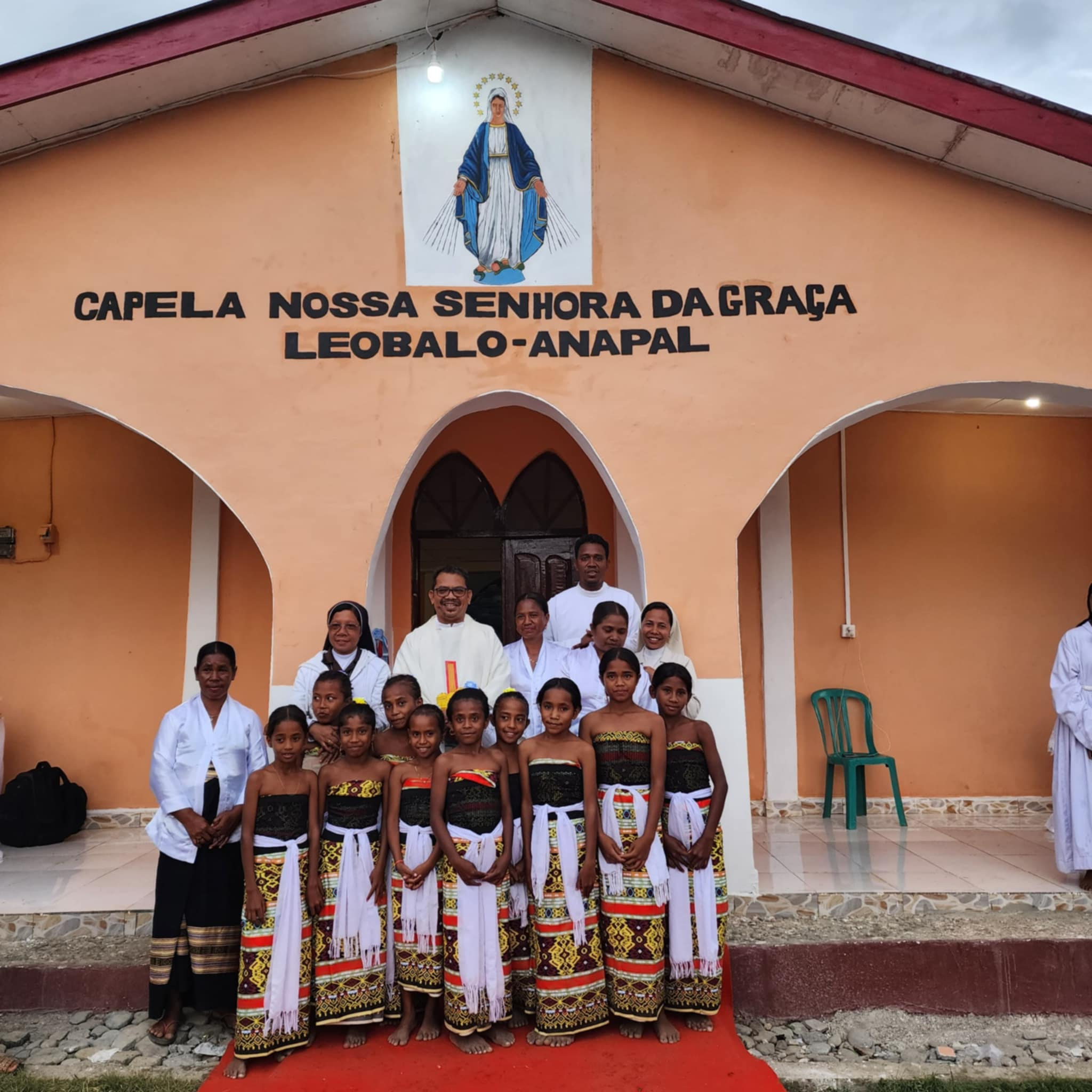
Capela Nossa Senhora da Graça in Anapal

Anapal liegt im Osten des Sucos Molop. Westlich befinden sich die Aldeias Lonlolo und Omelai. Im Norden grenzt Anapal an den zu Bobonaro gehörenden Suco Lour und im Osten und Südosten an den zum Verwaltungsamt Zumalai gehörenden Sucos Lour und Fatuleto. Die Grenzen im Norden und Osten bildet der Fluss Loumea. Der Pa ist ein Nebenfluss, der durch den Norden von Anapal fließt und schließlich in den Loumea mündet. Südlich der Mündung liegt nahe dem Loumea das Dorf Anapal. Im Dorf befindet sich eine Grundschule.

## Politik
2023 wurde Fernando Henriques zum Chefe de Aldeia gewählt.